# 핀란드의 환경장관
핀란드의 환경장관(핀란드어: Suomen ympäristöministeri)은 핀란드 국가평의회에 입각하는 각료 중 한 명으로서, 환경부의 총책임자다.

## 역대 장관
| 각료                | 정당                            | 정당       | 임기                            | 내각                            | 재임  |
| ------------------- | ------------------------------- | ---------- | ------------------------------- | ------------------------------- | ----- |
| 마티 아흐데         |                                 | 사회민주당 | 1983년 10월-1987년 4월          | 제4차 소르사                    | 1회차 |
| 카이 배를룬드       |                                 | 사회민주당 | 1987년 4월-1991년 4월           | 홀케리                          | 1회차 |
| 시르파 피에티캐이넨 |                                 | 국민연합당 | 1991년 4월-1995년 4월           | 아호                            | 1회차 |
| 페카 하비스토       |                                 | 녹색동맹   | 1995년 4월-1999년 4월           | 제1차 리포넨                    | 1회차 |
| 사투 하시           |                                 | 녹색동맹   | 1999년 4월-2002년 5월           | 제2차 리포넨                    | 1회차 |
| 요우니 바크만       |                                 | 사회민주당 | 2002년 5월-2003년 4월           | 제2차 리포넨                    | 1회차 |
| 얀에리크 에네스탐   |                                 | 스웨덴인당 | 2003년 4월-2003년 6월           | 얘텐매키                        | 1회차 |
| 얀에리크 에네스탐   | 2003년 6월-2006년 12월          | 스웨덴인당 | 제1차 반하넨                    |                                 | 1회차 |
| 스테판 발린         |                                 | 스웨덴인당 | 제1차 반하넨                    | 2007년 1월-2007년 4월           | 1회차 |
| 파울라 레흐토매키   |                                 | 중앙당     | 2007년 4월-2007년 9월           | 제2차 반하넨                    | 1회차 |
| 키모 틸리카이넨     |                                 | 중앙당     | 2007년 9월-2008년 4월           | 제2차 반하넨                    | 1회차 |
| 파울라 레흐토매키   |                                 | 중앙당     | 2008년 4월-2010년 6월           | 제2차 반하넨                    | 2회차 |
| 파울라 레흐토매키   | 2010년 6월 22일-2011년 6월 22일 | 중앙당     | 키비니에미                      |                                 | 2회차 |
| 빌레 니니스퇴       |                                 | 녹색동맹   | 2011년 6월 22일-2014년 6월 24일 | 카타이넨                        | 1회차 |
| 빌레 니니스퇴       | 2014년 6월 24일-2014년 9월 26일 | 녹색동맹   | 스투브                          |                                 | 1회차 |
| 사니 그라흔라소넨   |                                 | 국민연합당 | 스투브                          | 2014년 9월 26일-2015년 5월 29일 | 1회차 |
| 키모 틸리카이넨     |                                 | 중앙당     | 2015년 5월 29일-현임            | 시필래                          | 2회차 |